# Palazzo Boncompagni Corcos
Il Palazzo Boncompagni Corcos o Palazzo Corcos Boncompagni, conosciuto anche come Palazzo Scarinci, è un palazzo di Roma, di stile manierista, che si trova nel rione Ponte, in via del Governo vecchio, all'angolo con via degli Orsini, di fronte a Piazza dell'Orologio.

## Storia
Nel XVI secolo gli ebrei che vivevano negli Stati pontifici erano obbligati a vivere in zone particolari della città, sia a Roma che ad Ancona, e subivano molte pressioni per convertirsi al cristianesimo. 
Nel 1582, Salomon Corcos, istruito presso i filippini , cedette alla pressioni e si convertì al cristianesimo, e in omaggio al papa regnante, Gregorio XIII Boncompagni, assuse il nome e il cognome di lui, Ugo Boncompagni. 
La famiglia Corcos poté allora costruire, nel XVII secolo, questo elegante palazzo in Piazza dell'Orologio. 
Successivamente fu acquistato dagli Scarinci e dai Camerata, che lo mantennero fino alla metà del XVIII secolo, quando l'edificio divenne sede dell'Accademia degli Infecondi, una congregazione di fanatici della verginità che esaltarono in poesia la propria purezza. Nei primi anni dell'Ottocento l'edificio passò alla famiglia De Sangro.

## Descrizione
L'edificio presenta una facciata su due piani più due mezzanini, uno tra il primo e il secondo piano e l'altro sotto la gronda, che risulta in un'alternanza di finestre grandi e piccole lungo tutta la facciata.
Il portale è imponente e maestoso, con due colonne che sostengono un balcone con balaustra; tra le colonne è una grande conchiglia da cui pendono due festoni e su di essi sono presenti capitelli con teste di drago,  simbolo araldico dei Boncompagni, presente anche nel sotto-tetto.
All'interno sono conservati dipinti di Carlo Cesi, come il "Trionfo di Bacco e Arianna", realizzato in occasione delle nozze tra Madalena Scarinci e Fillipo Camerata e parte di un contesto decorativo, ispirato alle opere dei Carracci a Palazzo Farnese.